# Davis-Küste
Koordinaten: 64° S, 60° W
Die Davis-Küste (in Argentinien Costa Palmer, in Chile Costa de Palmer) ist ein 74 km langer Küstenabschnitt im Westen der Antarktischen Halbinsel, der zwischen dem Kap Kjellman und dem Kap Sterneck im Grahamland liegt. Nach Süden schließt die Danco-Küste, nach Norden die Küste der Trinity-Halbinsel an.
Das Advisory Committee on Antarctic Names benannte sie 1965 nach dem US-amerikanischen Robbenjäger John Davis (1784 – ca. 1860), der am 7. Februar 1821 in der Hughes Bay vermutlich als erster Mensch den antarktischen Kontinent betrat. Namensgeber der in Argentinien und Chile gültigen Benennungen ist der US-amerikanische Robbenjäger Nathaniel Palmer (1799–1877), der 1820 in diesen Gewässern operiert hatte.